# Мирамбо (кантон)
Мирамбо (фр. Mirambeau) — кантон во Франции, находится в регионе Пуату — Шаранта. Департамент кантона — Шаранта Приморская. Входит в состав округа Жонзак. Население кантона на 2006 год составляло 7403 человек.
Код INSEE кантона — 1716. Всего в кантон Мирамбо входят 19 коммун, из них главной коммуной является Мирамбо.

## Коммуны кантона
- Аллас-Бокаж: население — 175 чел.
- Буаредон: население — 621 чел.
- Консак: население — 237 чел.
- Курпиньяк: население — 400 чел.
- Мирамбо: население — 1454 чел.
- Ньёль-ле-Вируй: население — 557 чел.
- Сен-Бонне-сюр-Жиронд: население — 852 чел.
- Сен-Сьер-дю-Тайон: население — 503 чел.
- Сен-Дизан-дю-Буа: население — 102 чел.
- Сент-Раме: население — 125 чел.
- Сен-Жорж-дез-Агу: население — 261 чел.
- Сент-Илер-дю-Буа: население — 271 чел.
- Сен-Марсьяль-де-Мирамбо: население — 244 чел.
- Сен-Сорлен-де-Конак: население — 199 чел.
- Сен-Тома-де-Конак: население — 557 чел.
- Салиньяк-де-Мирамбо: население — 150 чел.
- Семийяк: население — 62 чел.
- Семуссак: население — 260 чел.
- Субран: население — 373 чел.